# Adriano De Maio
Adriano De Maio (Biella, Italia, 29 de marzo de 1941) es un ingeniero y docente universitario italiano.

## Biografía
Se licenció en Ingeniería electrónica en 1964 en el Politécnico de Milán, donde inició su actividad docente y científica, participando, en 1970-71, en la activación del programa de grado en Ingeniería administrativa. Fue rector del Politécnico de Milán (de 1994 a 2002), de la LUISS (de 2002 a 2005) y de la Link Campus University (de 2014 a 2017), de la que también es docente.
En 2003 fue nombrado comisario del Consejo Nacional de Investigación de Italia por un año y, sucesivamente, presidente de la Comisión de Investigación de Problemas Energéticos. De 2000 a 2002 también fue presidente de TIME, asociación que agrupa 40 universidades técnicas europeas. Posteriormente, ocupó el cargo de presidente de Area Science Park de Trieste y de la Fundación Distretto green e high-tech de Brianza. También es delegado para la Educación superior, Investigación e Innovación de la Región Lombardía.
En 2004, recibió honoris causa el título de Ingeniería en la Escuela Central París. Es cercano al movimiento católico Comunión y Liberación.

## Obras
- Una svolta per l'università, Il Sole 24 Ore, 2002
- con Lodovico Festa, Sotto le ceneri dell'università. Una riforma necessaria quasi impossibile, BE Editore, 2009
- L'innovazione vincente, Brioschi Editore, 2011
- Vademecum per il futuro. Miglioramenti, cambiamenti, formazione, Eurolink, 2017
- con Maria Cristina Treu, Milano, il Politecnico. Strategie e rete territoriale, Maggioli Editore, 2018